# 베넷나무타기캥거루
베넷나무타기캥거루(Dendrolagus bennettianus)는 캥거루과에 속하는 대형 나무타기캥거루의 일종이다. 수컷은 11.5kg부터 최대 14kg에 이르는 반면에 암컷 몸무게의 범위는 약 8kg부터 10.6kg 정도이다. 몸이 아주 재빠르고 9m까지 도약할 수 있으며, 18m까지 상처없이 땅에 떨어질 수 있다고 알려져 있다.

## 서식지
몸을 아주 잘 숨기는 베넷나무타기캥거루는 퀸즐랜드 주 쿡타운부터 남쪽으로 데인트리 강 북쪽에 이르는 산악 지대와 저지대 열대 우림 양쪽에서 발견되며, 그 면적은 약 50km 곱하기 70km 정도에 불과하다. 상록 경목림에서도 가끔 발견된다. 넓은 분포의 우림 나무, 특히 홍콩대엽(Schefflera actinophylla)과 덩굴식물, 양치류 그리고 다양한 야생 과일 나무의 잎에 거의 완전히 서식한다.